# Project Muse
Project Muse là một dự án phi lợi nhuận hợp tác giữa các thư viện và nhà xuất bản, là cơ sở dữ liệu trực tuyến bao gồm các tập san học thuật được bình duyệt và sách điện tử. Tính đến năm 2024, Project Muse lưu trữ hơn 800 tập san và 100.000 đầu sách thuộc lĩnh vực nhân văn số và khoa học xã hội, được cung cấp từ khoảng 400 nhà xuất bản đại học và hội học thuật trên toàn thế giới. Đây là đơn vị tổng hợp phiên bản điện tử của các tập san học thuật, tất cả đều không bị hạn chế bởi quản lý bản quyền kỹ thuật số (DRM). Muse hoạt động như một dịch vụ phân phối trung gian, tương tự như EBSCO, JSTOR, OverDrive và ProQuest. Các bộ sưu tập tập san trực tuyến của Project Muse được cung cấp theo hình thức đăng ký dành cho thư viện học thuật, thư viện công cộng, thư viện chuyên ngành và thư viện trường học.

## Lịch sử
Project Muse được thành lập vào năm 1993 như một dự án hợp tác giữa Nhà xuất bản Đại học Johns Hopkins (JHU) và Thư viện Milton S. Eisenhower của Đại học Johns Hopkins. Với sự tài trợ từ Quỹ Andrew W. Mellon và Quỹ Quốc gia vì Nhân văn (National Endowment for the Humanities), Project Muse chính thức hòa mạng Internet vào năm 1995 cùng với các tập san của nhà xuất bản JHU. Tháng 1 năm 2012, Muse hợp tác với Liên đoàn Nội dung Nhà xuất bản Đại học (UPCC) ra mắt bộ sưu tập sách điện tử trên nền tảng của mình, tích hợp hoàn toàn với hệ thống tìm kiếm và khám phá nội dung vốn đã có sẵn từ các bộ sưu tập tập san trước đó.
Project Muse đã công bố vào năm 2023 việc ra mắt chương trình đăng ký để truy cập mở, một sáng kiến bắt đầu từ năm 2025. Chương trình này cho phép các tập san tham gia cung cấp nội dung miễn phí cho tất cả độc giả nếu đạt được ngưỡng doanh thu đăng ký tối thiểu trong năm. Vào năm 2024, Project Muse cho biết họ vẫn tiếp tục thực hiện mục tiêu phục vụ các thư viện trên toàn thế giới với quyền truy cập vào nhiều tài liệu nghiên cứu khoa học xã hội và nhân văn, bao gồm hàng ngàn đầu sách và một số tập san truy cập mở.

## Tập san
Project Muse áp dụng cấu trúc định giá phân tầng nhằm đáp ứng linh hoạt nhu cầu ngân sách và định hướng nghiên cứu khác nhau của từng cơ quan đăng ký. Bên cạnh đó, Muse còn là nguồn duy nhất cung cấp toàn văn nhiều tập san học thuật do các nhà xuất bản đại học và hội chuyên ngành phát hành.

## Sách
Với hai khoản tài trợ của Quỹ Andrew W. Mellon, Liên danh Sách điện tử của Nhà xuất bản Đại học (University Press e-book Consortium - UPeC) được thành lập vào năm 2009 nhằm khảo sát tính khả thi và sau đó phát triển một sáng kiến sách điện tử do các nhà xuất bản đại học phát hành, đảm bảo cân bằng lợi ích giữa các bên xuất bản và thư viện. Vào mùa xuân năm 2011, UPeC công bố quan hệ đối tác với Project Muse và từ đó cho ra đời Bộ sưu tập Sách của UPCC trên Project Muse. Chính thức đi vào hoạt động trong tháng 1 năm 2012, Bộ sưu tập Sách của UPCC bao gồm hàng ngàn đầu sách đã qua bình duyệt từ các nhà xuất bản đại học lớn và các nhà xuất bản học thuật liên quan. Bộ sưu tập này được tích hợp đầy đủ với các bộ sưu tập tập san điện tử của Muse, cho phép người dùng tìm kiếm đồng thời cả sách và tập san hoặc giới hạn tìm kiếm theo loại nội dung. Năm 2016, Muse khởi động sáng kiến xây dựng nền tảng truy cập mở, đồng thời số hóa các đầu sách học thuật đã hết bản in trong khuôn khổ dự án mang tên Muse Open.